# Ivo Špalj
Ivo Špalj (* 19. února 1940 Strakonice) je významný český mistr zvuku.

## Život
Vystudoval elektrotechnickou fakultu ČVUT.
Je ženatý a má dceru Adélu.

## Profese
Mezi jeho první díla patří televizní film Magdalena Dobromila Rettigová (1962)[zdroj?], v roce 1963 nastoupil do filmového Studia Barrandov. Stál u zrodu moderní české zvukařské tvorby (např. Kinoautomat (1971), Akce Bororo (1972), Dobrodružství Robinsona Crusoe, námořníka z Yorku (1982). Podílel se na stovkách krátkých animovaných filmů a seriálů a mnoha animovaných i hraných filmech. U hraných filmů zpracovává finální mix zvuku.
Mezi nejznámější díla Ivo Špalja patří Pat a Mat, Jája a Pája či O človíčkovi nebo filmy Malá mořská víla, Šakalí léta nebo Kolja.
Je dlouholetým členem České filmové a televizní akademie.

## Ocenění
- Český lev 2021, za mimořádný přínos české kinematografii
- Eliška má ráda divočinu 1999, Český lev v kategorii nejlepší zvuk
- Učitel tance 1995, Český lev v kategorii nejlepší zvuk
- Lekce Faust 1994, Český lev v kategorii nejlepší zvuk